# Photoscotosia postmutata
Photoscotosia postmutata là một loài bướm đêm trong họ Geometridae.